# 陰屍路 (第九季)
美國的恐怖喪屍電視劇《陰屍路》第九季於2018年10月7日在AMC首播。該劇改編自羅伯特·柯克曼、東尼·摩爾和查爾斯·埃蘭德共同繪製的同名漫畫，劇集由法蘭克·戴瑞邦開發，此季由執行監製之一的安潔拉·姜接替前五季的史考特·M·金普擔任節目統籌。
此季內容取自原著漫畫中的第127-144期之間的故事章節，劇情延續上一季結尾，但時間跳躍至十八個月後。主角瑞克一行人擊敗救世軍、互相建立起和平，繼續面對外圍威脅、聯合生存，同時也面對三個集體中的內杠和衝突，包括抗擊一股新的邪惡勢力「低語者」（The Whisperers）。
此季同時是主演安德魯·林肯飾演男主角瑞克·格萊姆斯的最後一季，他自從第一季開始就扮演這個角色。而蘿倫·科漢也宣佈她將於此季退出，其自從第二季就開始扮演瑪姬·格林，原因是她跟另外頻道簽約產生的時間衝突，直到她在第十季末尾階段時回歸主演陣容。

## 演員

### 主要演員

#### 主演
- 安德魯·林肯 飾演 瑞克·格萊姆斯：金縣前任副警長，亞歴山卓安全社區的領袖，他會盡全力守護自己的家人與團友。一年半前提議達成兩方和平、重建文明來紀念他死去的兒子卡爾。
- 諾曼·李杜斯 飾演 戴瑞·迪克森（英语：Daryl Dixon）：善用弩弓的獵人，擁有優異的野外追蹤能力，瑞克最重要的幫手和戰友，但他由於之前被救世軍囚禁及備受折磨，即使在和平時代，他仍然對救世軍懷有敵意。
- 蘿倫·科漢 飾演 瑪姬·格林-瑞（英语：Maggie Greene）：組群已故夥伴葛倫的遺孀，家人全部遇難後成為家族唯一的倖存者，如今生下她和葛倫的孩子，但反對瑞克一年前饒恕尼根。
- 達娜·古瑞拉 飾演 米瓊恩（英语：Michonne）：手持日本武士刀的流浪者，丈夫與兒子死後性格十分孤僻，但在見到瑞克與卡爾後開始走出孤獨、充滿希望，成為瑞克的新戀人。
- 梅莉莎·麥克布萊德 飾演 卡蘿·派勒提爾（英语：Carol Peletier）：瑞克群體的精神導師，如今住在王國城，參與過對付救世軍的戰爭，看似是一位和藹可親的柔弱婦人，但其實是一名驍勇善戰、足智多謀的戰士。
- 克莉絲汀·瑟拉圖絲 飾演 蘿西塔·埃斯皮諾薩（英语：Rosita Espinosa）：組群已故夥伴亞伯拉罕的前女友，自我保護意識強，擁有豐富的軍事知識，曾經和西迪格交往過，分手後成為蓋博瑞的女友 。
- 喬許·麥蒂米特（英语：Josh McDermitt） 飾演 尤金·波特（英语：Eugene Porter）：高中物理老師，擁有豐富的各種知識以及理性分析問題的能力，在擊敗救世軍的戰爭裡有著極大貢獻，並漸漸成為一名勇敢善戰的倖存者。
- 阿拉娜·麥斯特森（英语：Alanna Masterson） 飾演 塔拉·錢伯勒（英语：Tara Chambler）：瑞克組群的女成員，末日前是警校學生，是名女同志，和海岸部落打過一次交道，戰爭後遷居至山頂寨，是山頂寨的重要領導者之一。
- 賽斯·吉利姆 飾演 蓋博瑞·史托克斯（英语：Gabriel Stokes (The Walking Dead)）：一位牧師，曾經內心懦弱、貪生怕死的他，跟隨瑞克一行人後才開始勇敢反抗威脅。
- 羅斯·馬奎德（英语：Ross Marquand） 飾演 亞倫（英语：Aaron (The Walking Dead)）：安全社區的外人召集員，男同性戀，一開始將瑞克等人招進安全區，並慢慢成為瑞克身邊的一份子，在戰爭中失去過他的男友艾瑞克。
- 凱特琳·内肯 飾演 伊妮德（英语：Enid (The Walking Dead)）：美麗文靜的女孩，跟瑪姬情同母女，曾經是瑞克已故兒子卡爾的女友，如今開始學習醫術。
- 湯姆·佩恩 飾演 保羅·「耶穌」·羅維亞（英语：Paul "Jesus" Monroe）：山頂寨的搜資者，為人熱心，助人為樂，身手矯健，即使他無心當領袖，但還是在山頂寨中獲得所有居民愛戴。
- 傑佛瑞·狄恩·摩根 飾演 尼根（英语：Negan）：救世軍的前領袖，極其聰明且兇狠殘暴，曾讓所有人都畏懼不已，在戰爭最後被瑞克擊敗，遭囚禁在安全社區地下牢房裡面臨終身監禁。
- 卡瑞·佩頓（英语：Khary Payton） 飾演 以西結（英语：King Ezekiel）：自封王國城的國王，災變前是動物園的員工，帶領子民加入對抗救世軍的戰爭，但他同時付出極高的代價，損失過絕大部分戰士。
- 莎曼珊·莫頓 飾演 阿爾法（英语：Alpha (The Walking Dead)）：「低語者」（The Whisperers）的女領袖，一群會將自己披上行屍皮膚以“融入牠們”的強大軍團，是一位極為冷血兇殘的女人。

#### 其他主演
- 山德·貝克利 飾演 葛雷格里（英语：Gregory (The Walking Dead)）：山頂寨的前領袖，一個自私膽小、見利忘義、又裝腔作勢的伪君子，在戰爭裡身為兩面派的他，領導位置被瑪姬罷免且接替。
- 波利安娜·麥金托什（英语：Pollyanna McIntosh） 飾演 安妮（英语：Jadis (The Walking Dead)）：舊名「潔蒂斯」，原是拾荒者的女領袖，喜愛藝術，曾經在戰爭裡保持中立，直到救世軍殲滅她的子民後才正式投靠瑞克一方。
- 卡倫·麥克奧利菲 飾演 奧爾登（英语：Alden (The Walking Dead)）：前救世軍士兵，起初時被俘虜帶到山頂寨作為戰俘，但他本性善良，最後留在山頂寨作為瑪姬的幫手。
- 艾維·納許 飾演 西迪格（英语：Siddiq (The Walking Dead)）：一位醫生，起初獨自在外徘徊時被卡爾基於善心而收留回去，從此成為瑞克一方的重要夥伴。

### 常設角色

#### 亞歴山卓安全社區
- 肯瑞克·格林 飾演 史考特（Scott）：安全社區的搜資者，少數參戰倖存的居民。
- 曼蒂·克莉絲汀·克爾 飾演 芭芭拉（Barbara）：安全社區的居民，很早以前就住在社區裡。
- 塔瑪拉·奧斯汀 飾演 諾拉（Nora）：社區的居民，有時幫米瓊恩照看茱蒂絲
- 珍妮佛·萊克 飾演 羅賓森夫人（Mrs. Robinson）：社區的居民，花園的園丁。
- 琳絲莉·瑞吉斯特 飾演 蘿拉（Laura）：前救世軍幹部，哥特風的女子，戰爭當天主動帶人投降而被赦免。建橋事件後，她加入安全社區當上委員會一份子。
- 麥特·麥格姆 飾演 DJ：前救世軍幹部，曾經不滿跟瑞克一方攜手合作，直到建橋事件過後才改變想法，隨後全心全意加入安全社區。
- 克蘿伊·加西亞-佛雷茲→凱莉·佛萊明（英语：Cailey Fleming） 飾演 茱蒂絲·格萊姆斯（Judith Grimes）：瑞克的養女，被他和米瓊恩在社區撫養長大，幾年後成長為一名訓練有素的生存者。
- 安娜貝爾·霍洛威 飾演 葛蕾西（Gracie）：一位戰爭中被瑞克殺害的救世軍之女兒，還是嬰兒時被瑞克帶回社區，隨後被亞倫領養作為養女。
- 伊莉絲·杜佛 飾演 法蘭琪（Frankie）：前聖殿居民，身為尼根的“妻子”之一，一頭紅髮。聖殿荒廢後移居社區，育有一個小孩。

#### 山頂寨
- 布蕾特·巴特勒（英语：Brett Butler (actress)） 飾演 譚米·羅斯·蘇頓（Tammy Rose Sutton）：山頂寨的女居民，兒子肯不幸喪生後一度失魂落魄，經過很長一段時間才重新振作。
- 約翰·芬恩（英语：John Finn） 飾演 厄爾·蘇頓（Earl Sutton）：山頂寨的鐵匠，譚米的丈夫，曾經嗜酒的他經過許多年才戒酒。
- 詹姆斯·C·陳（英语：James C. Chen） 飾演 凱爾（Kal）：山頂寨的門衛兼戰士，跟從瑪姬加入過對付救世軍的戰爭。
- 凱倫·西索 飾演 伯蒂（Bertie）：山頂寨的居民，同樣跟瑪姬有著極深的交情。
- 凱莉·麥克 飾演 艾德琳（Adeline）：山頂寨的一位少女，小名「艾蒂」（Addy），對新來的亨利有好感。
- 喬·安多·赫旭 飾演 洛尼（Rodney）：山頂寨的一位少年，跟愛迪和蓋奇組成鐵三角。
- 傑克森·佩斯 飾演 蓋奇（Gage）：山頂寨的一位浪蕩少年，跟愛迪和洛尼是摯友。

#### 聖殿
- 翠西·汀維迪（英语：Traci Dinwiddie） 飾演 瑞吉娜（Regina）：前救世軍幹部，在戰爭中瘸一條腿，之後雖然同樣被寬恕，但她更忠誠於救世軍原先的理念。
- 伊莉莎白·魯德洛（英语：Elizabeth Ludlow） 飾演 阿拉特（英语：Arat (The Walking Dead)）：前救世軍幹部，曾經是尼根的得力干將之一，戰爭之後跟瑞克一方達成和平。
- 克蘿伊·艾克塔斯 飾演 譚妮亞（Tanya）：聖殿居民，曾經是尼根的“妻子”之一，一頭黑髮，少數善良人士，支持著推翻尼根的瑞克。
- 查克·麥葛溫 飾演 賈斯汀（Justin）：前救世軍士兵，待人自私又惡劣，比較不滿跟瑞克一方達成共識，修橋時幾度跟戴瑞起衝突。
- 萊斯·柯羅 飾演 傑德（Jed）：前救世軍士兵，同樣是贊成尼根統治的惡霸，自任「反對派」的首領，帶領反對者們抵制瑞克的管轄。

#### 王國城
- 庫伯·安德魯斯（英语：Cooper Andrews） 飾演 傑瑞（Jerry）：以西結的忠誠保鏢，王國城的得力幫手，臉上總是帶著笑容。
- 凱莉·卡希爾 飾演 黛安（Dianne）：王國城的戰士之一，一位善用弓箭的女性。
- 麥克森·林茲→麥特·林茲 飾演 亨利（Henry）：王國城的少年，哥哥班傑明起初死於救世軍手中，為他造成過心理陰影，戰後被卡蘿和以西結撫養長大。
- 娜蒂姆·茉莉莎 飾演 娜碧拉（Nabila）：王國城的園丁，勇敢堅強的女性，必要情況下會保護其他人。後來跟傑瑞相戀，生下三個小孩。

#### 海岸部落
- 席妮·帕克（英语：Sydney Park (actress)） 飾演 辛蒂（Cyndie）：海岸部落的領袖，接替她死去奶奶娜塔妮亞的位置。
- 咪咪·柯克蘭→艾薇雅娜·曼希爾 飾演 瑞秋·沃德（Rachel Ward）：部落的一位小女孩，長大後成為部落領袖之一，作為王國城開辦集市派的代表。
- 布莉亞娜·凡斯克斯（英语：Briana Venskus） 飾演 碧翠絲（Beatrice）：部落的女戰士之一。

#### 瑪格娜的團體
- 娜蒂亞·希爾克（英语：Nadia Hilker） 飾演 瑪格娜（Magna）：一位勇猛頑強的女倖存者，擔任自己成立的團體領袖四處奔波，全身上下都藏著武器。
- 艾莉諾·松浦（英语：Eleanor Matsuura） 飾演 由美子（Yumiko）：日裔女子，善用弓箭，瑪格娜團體一份子，也是瑪格娜的女友。
- 丹·富勒 飾演 路克（Luke）：前音樂教師，待人幽默熱心，瑪格娜團體的一份子，希望能傳承自己喜愛的藝術。
- 蘿倫·瑞德洛夫 飾演 康妮（Connie）：瑪格娜團體一份子，身為只能用手語溝通的聾啞人。
- 安潔·希瑞 飾演 凱莉（Kelly）：康妮的妹妹，常為眾人翻譯手語內容，保護意識強。

#### 低語者
- 凱西蒂·麥克林西（英语：Cassady McClincy） 飾演 莉蒂亞（英语：Lydia (The Walking Dead)）：阿爾法的女兒，低語者的一員，不慎被米瓊恩一行人擒獲。但她本性非常善良，跟亨利越見曖昧。童年時期由史嘉蕾·布倫飾演。
- 萊恩·赫斯特（英语：Ryan Hurst） 飾演 貝塔（英语：Beta (The Walking Dead)）：低語者的副領袖，身材高大魁梧的“執行者（英语：Mob enforcer）”，阿爾法的左右手，對她極為忠誠。

#### 公路帮
- 安格斯·桑普森（英语：Angus Sampson） 飾演 奥兹（Ozzy）：王國城附近的一夥強盜「公路幫」（The Highwaymen）領袖，待人無惡意、略帶幽默，曾經試圖敲詐王國城，但被卡蘿說服後願意維護王國城周遭道路的安全，以換取物資和受邀看電影。
- 傑森·寇克派翠克 飾演 亞歴克（Alek）：公路幫的一員，是奧茲的左右手，一向和他一起行動。

#### 其他
- 強·柏恩瑟 飾演 夏恩·沃許（英语：Shane Walsh (The Walking Dead)）：瑞克的前搭檔兼摯友，起初在農場背叛瑞克後被其殺害，至今作為困擾瑞克的陰影，這次短暫出現在瑞克的幻覺裡。
- 史考特·威爾森（英语：Scott Wilson (actor)） 飾演 赫謝爾·格林（英语：Hershel Greene）：瑪姬的已故父親，曾經是組群裡最受人敬愛的長者，直到在監獄爭奪戰裡被總督殺害，同樣出現在瑞克的幻覺裡。
- 索妮瓜·馬丁-葛林 飾演 莎夏·威廉斯（英语：Sasha Williams (The Walking Dead)）：瑞克組群的一位女成員，其在對抗救世軍的戰鬥裡自我犧牲，短暫出現在瑞克的幻覺裡。
- 露蒂娜·衛斯理（英语：Rutina Wesley） 飾演 喬絲琳（Jocelyn）：米瓊恩學生時代的摯友，如今跟米瓊恩碰巧重逢，領導著一群“不懷好意”的孤兒。

## 集數
| 總集數 | 集數 （季） | 標題                          | 導演              | 編劇                                                          | 首播日期       | 美國收視人數 （百萬） |
| --- | ----------- | ----------------------------- | ----------------- | ------------------------------------------------------------- | -------------- | --------------------- |
| 116 | 1           | 萬象更新 A New Beginning      | 葛雷格·尼可泰羅   | 安潔拉·姜                                                     | 2018年10月7日  | 6.08                  |
| 救世軍戰爭結束後過去一年半，五大家園在瑞克的領導及規劃之下，均進行重建和擴建工作。這段期間，大部分人拋棄恩怨，開始齊心協力度過一個又一個難關。瑞克和米瓊恩開始將茱蒂絲撫養成長，瑪姬生下一子並取名叫赫謝爾，還在居民投票支持下打敗葛雷格里當選山頂寨領袖。戴瑞負責聖殿的領導工作，但開始面臨大量農作物枯死的問題，並觀察到一小部分人仍然想回到尼根統治時期。為了幫助聖殿渡過難關，瑞克率領隊伍深入華盛頓特區的博物館裡，獲取大量歷史先驅保留的犁、划艇以及種子原料。但回去路上，一條直通山頂寨的橋因為風暴導致升高水面而斷裂，迫使他們繞路過程中遇上大量行屍，一名年輕的山頂寨居民肯因此身亡。肯的父母厄爾和譚米認為他們的兒子是無謂犧牲，於是開始質疑瑪姬的領導方式。長期意圖奪回領導權的葛雷格里趁虛而入，造謠稱瑪姬“假造”領袖選舉的結果，厄爾輕信他的話而喝個大醉，披黑衣偷襲深夜散步時的瑪姬洩憤。而瑪姬僥倖擊倒厄爾，將他關入地下牢房罰禁閉，最後逮捕作為幕後黑手的葛雷格里。經過這件事，瑪姬認同她不應該為救世軍無條件服務，拒絕跟瑞克合作修復斷橋的提議，稱她從今往後只會交換物資、不再提供人手。當晚，瑪姬與戴瑞聯合在瑞克、米瓊恩等大部分居民圍觀下，將葛雷格里處於絞刑吊死示眾。 |             |                               |                   |                                                               |                |                       |
| 117 | 2           | 橋 The Bridge                 | 黛西·馮·雪樂·梅耶 | 大衛·萊斯利·強森-麥古德瑞克                                   | 2018年10月14日 | 4.95                  |
| 葛雷格里絞刑過去一個月，除山頂寨以外的家園開始合作修建斷橋，試圖趕在洪水氾濫前結束工程。但數名救世軍自從工程開始後接連神秘失蹤，造成聖殿的一些本將要運往山頂寨的資源運輸中斷，讓瑪姬遲遲不肯做出讓步。一時糊塗犯錯的厄爾在禁閉期間試圖證明自己洗心革面，瑪姬最終釋放厄爾、讓他跟妻子譚米團聚後，並讓厄爾在受監視的情況下繼續擔任鐵匠，並且還暫時為安全社區提供食物。橋修建過程中，待人自私惡劣的救世軍賈斯汀因為搶喝水而跟戴瑞起衝突，最後還是瑞克親自過來調解，而戴瑞堅信這些救世軍永遠都屢教不改，但瑞克認為工程更為重要。當行屍群體被工程聲吸引過去時，塔拉和傑瑞在內的瞭望員本透過警笛聲來引走行屍，但由於賈斯汀負責的警笛沒響，導致行屍往工地方向走。最後由戴瑞和瑞克聯手殺光行屍，亞倫卻也因此被木頭砸傷左臂、被迫截肢處理。夜晚在外瞭望的安妮，再次注意到自一年多以來就從未聯繫過的黑色直升機。瑞克會面關在社區地下牢房中的尼根，講述著所有人正在邁向美好未來，但尼根諷刺瑞克這種場面終歸是“曇花一現”，所作所為只是在為他的回歸鋪路。賈斯汀因為連續製造事端，並且到現在都無心悔改而被瑞克驅逐，而他離開營地的路上突然撞見一位「熟人」，最後遭該名人士打昏後抓走。                   |             |                               |                   |                                                               |                |                       |
| 118 | 3           | 警示 Warning Signs            | 丹·劉             | 克里·瑞德                                                     | 2018年10月21日 | 5.04                  |
| 賈斯汀於夜晚失蹤後，隔天被瑪姬在半路上發現遭人殺害而屍變，將其刺死後帶回營地。眾救世軍因此抗議要拿回沒收的槍械，且懷疑對方是兇手而引發爭端，最後還是由瑞克出面制止糾紛。修橋工程因此中斷，瑞克帶隊分頭行動尋找整件事的罪魁禍首時，跟碧翠絲一起行動的阿拉特也失蹤，迫使所有人暫時隱瞞其失蹤後分頭尋找。由於安妮昨晚不見人影，讓瑞克懷疑是她行兇來報復賽門殲滅過她的子民。蓋博瑞夜晚跟蹤她回到先前的垃圾場時，目睹安妮用通訊器回應神秘直升機人士，還提到選項「A」和「B」，得知她其實曾靠提供人質來換取所需物資。蓋博瑞發現這一切後打算上報，迫使安妮當場打昏他。戴瑞與瑪姬跟著蹤跡來到海岸部落的荒廢原居地，辛蒂及所有海岸部落女子當時正準備處決阿拉特。辛蒂承認是她們對這些救世軍動用私刑，所殺之人都是曾經跟隨賽門襲擊這裡、殺害過她們家人的兇手，阿拉特則是最後一人。即使阿拉特哭著懇求饒命，然而戴瑞和瑪姬聽完辛蒂的悲慘遭遇，最後一致決定視而不見、轉身離開，任由辛蒂處決阿拉特。由於瑞克和卡蘿最終禁止救世軍拿武器防身、加上仍然沒抓到兇手，導致全體救世軍放棄工程回去聖殿。瑪姬得知辛蒂一行人的所為是源於她絞死葛雷格里而受到啟發，因此也決定不顧瑞克反對而去拜訪尼根。               |             |                               |                   |                                                               |                |                       |
| 119 | 4           | 義務 The Obliged              | 蘿絲瑪麗·羅德里奎 | 潔洛汀·伊諾阿                                                 | 2018年10月28日 | 5.10                  |
| 瑪姬受戴瑞和海岸部落掩護而準備對尼根動用私刑，耶穌預感到瑪姬將做出行動而通報瑞克。當瑞克準備騎馬回去勸服瑪姬，戴瑞假裝騎摩托帶瑞克回去社區，隨後故意繞路而將瑞克帶往遠處。停車後，瑞克和戴瑞兩人再次為各自的理念大打出手，但卻雙雙不慎掉進一口深坑裡無處可逃。受困的兩人爆發激烈爭論，戴瑞責怪瑞克正在強迫所有人建立一個不可能實現的理想，但瑞克反駁說這麼做才能避免戰爭重演，否則會讓卡爾在內的死難者白白犧牲。當卡蘿準備從營地收工時，以傑德為首的大量救世軍因為得知是海岸部落處死他們的同伴，因此搶到一些武器而跑回營地報仇、引發交火。大量行屍開始被槍聲吸引過去，順勢掉進瑞克和戴瑞所在的坑中，迫使兩人只能聯手爬出去。在社區，尼根開始絕食抗議，米瓊恩開始對尼根感到心神不寧，親自下去跟他交流失去家人的經歷後還是盡量讓他進食。在垃圾場，安妮將蓋博瑞綁起來後準備用他進行“交易”，但因為真心喜歡上他而無法下手，於是將蓋博瑞鬆綁留下後離開。逃出洞的瑞克和戴瑞發現行屍開始往家園行走，戴瑞提議將行屍引向未建完的橋來截住牠們去路，但瑞克不肯犧牲橋，獨自騎上馬來將行屍引走。但行進途中，瑞克在馬受驚之下不慎跌落，身體被一根鋼筋刺穿，重傷之下困於行屍包圍的十字路口。               |             |                               |                   |                                                               |                |                       |
| 120 | 5           | 因果循環 What Comes After     | 葛雷格·尼可泰羅   | 劇本創作 ：史考特·M·金普 & 麥修·尼格特 故事構思 ：麥修·尼格特 | 2018年11月4日  | 5.41                  |
| 瑞克盡全力從鋼筋中脫身，騎上馬遠離身後的行屍群體。逃亡路上，瑞克因傷勢加上累積的精神壓力而進入清醒夢，浮現出自己當初從醫院清醒、迎接末世、踏上尋找家人旅程而慢慢止步於此。瑞克在夢中看到三名對他影響最深的已故之人夏恩、赫謝爾與莎夏在他身邊給予指引，三人都讓他重拾活下去的信心，及時清醒繼續逃亡。在社區，瑪姬準備殺死尼根來為丈夫葛倫復仇，米瓊恩最終放棄阻攔她，但瑪姬最後看著面前的尼根哭喪著臉、一心求死的模樣，發現他已經生不如死而打消念頭。瑞克返回造橋營地後發現已無人跡，因馬跑掉而只能一瘸一拐走上未完工的橋。當戴瑞、米瓊恩和瑪姬帶人及時趕到橋對岸準備援助時，瑞克看到她們再一次聯合起來，不希望她們為自己冒生命危險，霎那間欣慰他已“完成使命”後開槍引爆橋上的工程炸藥。整座橋隨即炸毀，行屍群體被截斷去路後集體焚燒落水，瑞克消失在爆炸之中，所有人對他的犧牲感到悲痛萬分。在河的下游，安妮剛準備去劫黑色直升機尋求生路，但突然注意到倖存的瑞克被衝上岸，為了報答瑞克救過她的恩情，她呼叫直升機降落並將瑞克稱為「B」且載上去急救，兩人共同飛往未知目的地。六年後，一夥以女子瑪格娜帶領的五名倖存者被大量行屍包圍時，當時已9歲的茱蒂絲手持父親瑞克的左輪手槍解救她們。       |             |                               |                   |                                                               |                |                       |
| 121 | 6           | 你現在是誰？ Who Are You Now? | 賴瑞·鄧           | 艾迪·古澤利恩                                                 | 2018年11月11日 | 5.40                  |
| 瑞克英勇“犧牲”之後過去六年，恢復孤僻的米瓊恩幾乎每時每刻紀念瑞克，期間生下她和瑞克的兒子「小瑞克」。自從聖殿再也不宜居住後，眾救世軍紛紛投靠至安全社區或其他家園；作為社區保全主管的米瓊恩，六年期間從來沒有跟其他家園有過聯繫、或是接納過陌生人。現今，由於茱蒂絲解救瑪格娜一行人回社區，整座社區開會討論是否准許她們一行人留下來，但米瓊恩識破領袖瑪格娜隱瞞她曾經是監獄囚犯的事實，使她們隔天就必須離開。卡蘿搬回王國城後嫁給以西結並領養長大的亨利，母子倆帶著物資出行過程中，卻再次被以傑德和瑞金娜為首的敵類救世軍截下物資。傑德搶走卡蘿的婚戒，讓她深知這些人永遠是死不悔改，因此趁當天夜裡獨自回到傑德一行人的藏身處縱火，讓他們徹底葬身火海。母子倆隔天繼續上路，在森林裡遇到六年來獨自生活在森林裡的戴瑞。只能在社區留宿一晚的瑪格娜逐漸不滿米瓊恩的態度，在夜裡試圖溜進她家時目睹她跟兒子玩耍，霎那間打消攻擊念頭後親自上交隱藏的刀具。隔天，因茱蒂絲請求而改變想法的米瓊恩，決定帶領瑪格娜一行人加入山頂寨。另一方面，蘿西塔和尤金在外想辦法加大無線電信號時，遭遇大量行屍追殺，兩人被迫全身涂上泥巴藏在路崖下，突然從上方經過的屍群中聽到幾句模糊低語聲。                     |             |                               |                   |                                                               |                |                       |
| 122 | 7           | 弦樂器 Stradivarius           | 麥可·庫立茲       | 薇薇安·謝                                                     | 2018年11月18日 | 4.79                  |
| 米瓊恩親自和西迪格帶領瑪格娜一行人前往山頂寨，但她害怕會和瑪姬“起衝突”而決定只會護送一半路程，西迪格於是坦白稱瑪姬早已卸任領袖位置，目前帶著她兒子遷居至先前遇過的喬琪的社區。路途上，她們經過瑪格娜原先的貨車旁，拿回各自的私人物品，但米瓊恩仍然拒絕將武器還給她們。她們隨後在路邊的一間舊車庫休息一晚上，而米瓊恩突然發現路克試圖偷拿一件物品，誤以為是武器後一刀砍下去，後來發現只是他的一件小提琴收藏品。路克稱他保留這件樂器是為了保護人人喜愛的音樂和藝術，作為跟他人交流的橋樑。隔天，車庫遭遇行屍攻擊，米瓊恩被迫歸還武器而合作突破行屍群體，過程中找到瑪格娜一行人死去屍變的同伴，米瓊恩於是幫助她們將其終結，並且徹底相信瑪格娜一行人懷著好意。自從瑪姬走後，耶穌不情願地擔起領導職責，經常偷跑出去跟亞倫獨處，他們倆當天營救負傷且疲憊的蘿西塔，而尤金卻不見蹤影。卡蘿和亨利陪戴瑞在森林相處兩天，亨利主動幫助孤僻的戴瑞殺死幾隻行屍而救下他，戴瑞坦述他住在野外是因為對瑞克的生死還耿耿於懷，在卡蘿的說服之下，他決定帶著他養的狗前去山頂寨照看前去學做鐵匠的亨利。三人到達後，耶穌和亞倫通報蘿西塔被找到的事情，擅長追蹤的戴瑞則跟隨他們前去尋找受困在外的尤金。             |             |                               |                   |                                                               |                |                       |
| 123 | 8           | 進化 Evolution                | 麥可·E·薩崔斯密   | 大衛·萊斯利·強森-麥古德瑞克                                   | 2018年11月25日 | 5.09                  |
| 山頂寨指派兩位信使到安全社區通報蘿西塔負傷的事情，使原本對尼根進行心理輔導的蓋博瑞極為自責，心神不寧的他不慎忘記鎖好牢房門，讓尼根隨後趁夜裡開門脫逃出去。米瓊恩將瑪格娜一行人帶到山頂寨後，因為早前產生的「衝突」而推拒眾人且不想多留，而瑪格娜等人在塔拉告知下必須靠出力來“證明價值”。卡蘿將亨利留在山頂寨跟著厄爾學習做鐵匠後返程，感到格格不入的亨利認識三位同齡好友蓋奇、羅德尼和艾德琳，趁晚上陪他們溜出去在一間木屋中喝個大醉，後來不慎闖禍而被暫時關在山頂寨禁閉室裡閉門思過。戴瑞、亞倫和耶穌尋找尤金直到晚上，途中目睹一個為數上百的屍群不尋常地聚集在一起，選擇越過屍群後在一間穀倉中找到腿骨脫臼的尤金。尤金供述所遇到的屍群“竊竊私語”一事，懷疑行屍開始進化，對此不相信的戴瑞決定一人留在分叉路上，透過鞭炮將尾隨他們的屍群偏離路線，但該屍群卻無視聲響並再次回到主幹道上。亞倫和耶穌帶著尤金走進一片被霧圍繞的公墓，發現唯一的出口打不開，直到米瓊恩和瑪格娜等人前來援助，但留下來斷後的耶穌卻被一隻同樣拿劍、避開他攻擊的行屍刺穿胸膛喪生。戴瑞趕到解決殺害耶穌的行屍，卻發現該行屍其實是一個戴著行屍臉皮的人類，被團團包圍的他們也聽見霧中傳來更多的低語聲。               |             |                               |                   |                                                               |                |                       |
| 124 | 9           | 適應 Adaptation               | 葛雷格·尼可泰羅   | 克里·瑞德                                                     | 2019年2月10日  | 5.16                  |
| 面對周圍大量敵人「低語者」的包圍下，米瓊恩一行人幸運突圍、帶走耶穌的遺體逃出公墓，撤回山頂寨途中截住三個低語者而抓獲一位敵方少女。回去後，所有居民悲痛地將耶穌下葬，塔拉接管領袖位置，米瓊恩決定先回去社區警告居民應對這場威脅。戴瑞將少女關在亨利的隔壁牢房中，故意扮狠而向她拷問出她跟隨的敵軍資訊，少女只供出低語者中包括她的“母親”、其他一概不知情。戴瑞離開不久，亨利因同情該少女而得到她的感謝，少女也向他自我介紹名叫莉蒂亞；這讓坐在牢房窗外偷聽的戴瑞得到資訊。負傷的尤金靜養過程中對蘿西塔表示自己長期對她的好感，但蘿西塔突然不忍心而跑到外面，對她的前任戀人西迪格坦白自己已經懷上他的孩子。另一方面，逃出監禁的尼根準備離開社區時，茱蒂絲即使發現他也決定將他放走。尼根一路走回各個對他意義重大的地點，最後還回到荒廢的聖殿，但看著裡面人去樓空而只得到無盡的空虛感。無以為繼的他殺死一位屍變的前部下後，領略到這裡和外面世界已經沒有什麼值得他留戀，因此自願騎摩托回去社區，路上重遇茱蒂絲後一起返程。這時，未知夥伴已經平安回去山頂寨的奧爾登和路克，到森林尋找夥伴途中跟隨一系列弓箭記號，乃至被低語者引入陷阱而被其領袖「阿爾法」帶人抓獲。                               |             |                               |                   |                                                               |                |                       |
| 125 | 10          | 歐米茄 Omega                  | 大衛·鮑伊德       | 查寧·鮑威爾                                                   | 2019年2月17日  | 4.54                  |
| 當亨利和莉蒂亞相處甚久後，她開始講述她五歲時跟著父母和一些倖存者躲在一間地下室中度過災情初期，目睹她母親殺死一位驚慌失措的倖存者。在外偷聽的戴瑞發覺亨利開始透漏太多，於是馬上將亨利帶出牢房不准兩者見面。但戴瑞隨後從莉蒂亞身上感覺到她曾經受過母親虐待，自己有過相同經歷之下開始以溫和的方式質問莉蒂亞。亨利因同情莉蒂亞而趁夜裡將她帶出來準備放生，莉蒂亞原本想拿起身邊的榔頭偷襲他，但她注意到遠處一位帶孩子的居民，突然被過去陰影困擾而自願回去牢房。莉蒂亞此後開始不再反抗、配合回答戴瑞的問題，同時透漏她母親曾經殺死過她父親來控制住自己的真相，最後透漏低語者可能會出現的一個據點位置。由於奧爾登和路克外出失蹤，塔拉下令所有人不准擅自外出，瑪格娜一行人不想放棄同伴而趁夜裡偷溜出去尋找。在森林中受行屍襲擊過後，瑪格娜和由美子改變主意而返程，凱莉和康妮基於她們一行人曾經棄夥伴不管的愧疚，決定留下來繼續尋找。隔天，戴瑞對亨利稱他會考慮讓莉蒂亞留下來進行保護，準備向塔拉商量去探查據點。瑪格娜和由美子回去後得到塔拉諒解，但塔拉表示她早就知情、已經派守衛將凱莉和康妮帶回來。這時，莉蒂亞的母親阿爾法帶領數十個低語者來到山頂寨門口，命令裡面的人歸還她的女兒。           |             |                               |                   |                                                               |                |                       |
| 126 | 11          | 收穫 Bounty                   | 蜜拉·梅農         | 麥修·尼格特                                                   | 2019年2月24日  | 4.39                  |
| 山頂寨面對大量低語者圍在門口，阿爾法帶出被她們挾持的奧爾登和路克，稱歸還她的女兒就會放人。這時，低語者當中一位母親手中的嬰兒開始大哭而引來附近的行屍，阿爾法命令該母親將孩子遺棄給行屍，只為避免暴露她們的存在，躲在旁邊玉米田中的康妮冒險將嬰兒帶回山頂寨中。戴瑞考慮到夥伴性命要緊之下，還是決定將莉蒂亞還回去。但對此不甘願的亨利偷偷將莉蒂亞帶到之前去過的小屋藏起來，伊妮德則到木屋前找到他，用自己失去過卡爾的痛苦經歷說服亨利。莉蒂亞最終選擇回到母親身邊，戴瑞一行人換回奧爾登和路克，低語者也全軍撤離。路克陪夥伴們一起慶祝團圓時，譚米和厄爾決定幫忙撫養從低語者手中救出的嬰兒。但無法忍受跟莉蒂亞分開的亨利，留下字條離開山頂寨去尋找她，戴瑞發現亨利離開後，由於答應卡蘿會照顧他而同樣動身去找他，康妮也加入他的行列。在王國城，以西結和卡蘿領軍在外打獵結束後，來到最近小鎮的一間荒廢電影院試圖取得電影放映機的燈泡，而以西結也正好帶走一座玻璃展示框架，準備用其來展示為各個家園即將簽署的「自由憲章」。而傑瑞不慎將燈泡弄掉至行屍盤踞的走廊中，眾人本不想冒險而準備打道回府，直到卡蘿說服眾人留下來對付行屍。作戰結束後，他們成功拿到燈泡而滿載而歸，使王國城更加完美。     |             |                               |                   |                                                               |                |                       |
| 127 | 12          | 守護者 Guardians              | 麥可·E·薩崔斯密   | 拉托亞·摩根                                                   | 2019年3月3日   | 4.71                  |
| 亨利緊跟在低語者群體後面時被發現，遭阿爾法的左右手貝塔擒獲，阿爾法只好將亨利帶回低語者的營地，準備以他作為威懾山頂寨的人質。在營地裡，一對男女朋友肖恩和海倫質疑阿爾法打破紀律、冒險去要回女兒而向她挑戰領導權，但搶先識破他們預謀的阿爾法將海倫的頭用細線削下來，隨即殺害肖恩藉此警告其他同伴後將兩者棄屍。在社區，米瓊恩發現蓋博瑞等所有委員會成員都背著她對外聯繫和交易，提醒在座的人她立下規矩是為了保護他們，且再三拒絕讓社區加入後天舉行的各大家園集會。回到牢房的尼根表示自己願意為米瓊恩提供軍事補助，米瓊恩不願意相信他時，同時發現茱蒂絲同樣一直以來背著她跟尼根相處。聽完茱蒂絲解釋她這麼做是由於相信人都能改變後，米瓊恩開始將這句話銘記在心，即使不情願、但還是暫時同意讓社區加入集會來分享資源。懷孕的蘿西塔開始處於蓋博瑞、尤金、以及孩子生父西迪格之間捉摸不定時，尤金最終決定做出讓步，讓蓋博瑞和西迪格兩人之間商量如何撫養這個孩子。夜裡，阿爾法命令貝塔將亨利帶到面前，扔一把刀給莉蒂亞殺死他來以示忠誠，就在莉蒂亞無法下手之餘，一大群行屍攻入營地展開攻擊。阿爾法和貝塔為了處理而一時抽不開身，戴瑞和康妮追蹤到低語者的營地，兩人扮成低語者救走亨利和隨行的莉蒂亞。   |             |                               |                   |                                                               |                |                       |
| 128 | 13          | 咽喉點 Chokepoint             | 莉莎·湯米         | 艾迪·古澤利恩 & 大衛·萊斯利·強森-麥古德瑞克                   | 2019年3月10日  | 4.83                  |
| 戴瑞、康妮、亨利和莉蒂亞逃出後，藏身至一座康妮曾經住過的公寓樓中補給，作為咽喉點進行防守。戴瑞計劃事後不收留莉蒂亞好保住先前兩方的協議，直到康妮堅持說服他收留孤身的莉蒂亞，而亨利害怕莉蒂亞回去後不被接受，考慮陪她從此遠走高飛。不久，貝塔帶領幾位低語者追蹤他們至公寓樓裡，當行屍被樓梯間的障礙物擋住後，他們即使得知上面有陷阱後還是決定進去。在黑暗房間裡，康妮埋伏殺死大量低語者，但亨利卻受腿傷。戴瑞獨自跟貝塔正面交鋒，無法跟壯碩的貝塔對敵時，還是僥倖地將他引入佈置好的陷阱，最後將貝塔推下電梯井直墜下去。敵軍全部消滅後，戴瑞勉強答應讓莉蒂亞跟隨他們，決定先帶眾人回安全社區療傷；但他們離開後，電梯井中摔傷倖存的貝塔恢復清醒。王國城準備開辦集市前，受到附近的一夥強盜「公路幫」敲詐，但卡蘿發現對方並沒有殺人或是暴力脅迫，感覺到對方只是有所需求。當她們會見公路幫的領袖奧茲時，以西結帶人本準備靠協商方式，直到卡蘿說服奧茲只要為她們當保安、巡視通往集市的公路，就會讓他們觀看電影。奧茲等部下最終接受提議，帶人騎馬去解救當時趕往集市卻困於大量行屍中央的塔拉一行人後，眾人集體被和平歡迎進集市來交易各自的所需。                                                     |             |                               |                   |                                                               |                |                       |
| 129 | 14          | 傷疤 Scars                    | 米莉森·薛頓       | 克里·瑞德 & 薇薇安·謝                                         | 2019年3月17日  | 4.57                  |
| 米瓊恩注意到戴瑞帶莉蒂亞進來尋求庇護後勉強開門，一行人等亨利縫完傷口後便全員趕往王國城的集會。而米瓊恩仍然不肯對外協助，茱蒂絲因此不服米瓊恩的決定而趁夜裡自行前去。米瓊恩隔天發現女兒不見後只好外出尋找，一路上回憶起她剛失去瑞克不久後的又一段慘痛經歷。六年前，社區曾經收留過一群孤兒，當中由米瓊恩大學時代的摯友喬絲琳帶領，偶然跟朋友重逢的米瓊恩與她們和睦相處的同時不慎放鬆警惕。社區很快被喬絲琳一夥洗劫，而茱蒂絲等其他社區孩子們也被拐走。自責的米瓊恩被迫挺著懷孕身體，受戴瑞協助追到喬絲琳一夥的藏身學校。但他們倆不慎被擒，各自背後被喬絲琳烙下X印記，當戴瑞趁機為他們鬆綁逃出後，獨自追上去的米瓊恩在門口被持刀的孤兒們包圍。為了拯救茱蒂絲，她被迫打破失去卡爾後立下的不殺小孩之誓言，將喬絲琳與其他孤兒全部斬殺。而茱蒂絲等小孩平安無事，米瓊恩平安回去後從此將社區實施封鎖。回到現在，米瓊恩從大量行屍手中救出茱蒂絲後，茱蒂絲表示自己記得這段經歷，只是無法理解米瓊恩一再地拒絕幫助夥伴。受茱蒂絲的說服之下，米瓊恩決定擦去“舊傷疤”，改變心意後駕駛馬車追上戴瑞等人，將他們接上車後一起抵達王國城的集會。但這時，幾個低語者一路跟蹤她們至王國城門口。                    |             |                               |                   |                                                               |                |                       |
| 130 | 15          | 暗藏殺機 The Calm Before      | 蘿拉·貝爾西       | 潔洛汀·伊諾阿 & 查寧·鮑威爾                                   | 2019年3月24日  | 4.15                  |
| 四大社區幾年來首次集結在一起，迎來充滿歡聲笑語的集會，米瓊恩為各大領袖供述低語者的威脅後，承諾會為莉蒂亞提供庇護，所有領袖集體在以西結的憲章上簽字。這時，阿爾法半路上伏擊一對正要趕往集市的夫妻，換衣服、戴假髮混入集市裡和人搭訕、搜集情報，趁夜晚觀賞電影時將莉蒂亞叫出去，希望女兒能跟她回去。但莉蒂亞拒絕離開，阿爾法認為女兒太過“低等”而看似罷手。戴瑞率隊回去社區時找到阿爾法伏擊過的馬車，跟隨蹤跡卻集體被貝塔擒獲。阿爾法親自為戴瑞展示一個規模巨大的行屍群體，當中混有她的部下、可以隨時把牠們引領至任何地方。阿爾法表示她已經劃好“分界線”，警告一旦有人觸犯邊界就會釋出行屍消滅他們。戴瑞等人剛被放走不久就找到被綁樹上的西迪格，隨後驚訝地發現面前平原上樹立著十根插著人頭的木樁，當中有奧茲、亞歷克、DJ、法蘭琪、譚米、洛尼、艾蒂、伊妮德、塔拉以及亨利的斷頭；十人均已屍變，而集會上的人仍在尋找失蹤的他們。慘劇過後，西迪格在所有處於悲痛的居民面前致辭，表示他目睹過這十位夥伴被殺前都曾經做出反抗、誓死捍衛過對方，他因此希望所有人要紀念他們的英勇之舉而繼續奮鬥下去。冬季來到時，莉蒂亞在戴瑞的陪同下，將一顆山頂寨紀念幣放在亨利身亡的長矛前緬懷他。                   |             |                               |                   |                                                               |                |                       |
| 131 | 16          | 雪中送炭 The Storm            | 葛雷格·尼可泰羅   | 安潔拉·姜 & 麥修·尼格特                                       | 2019年3月31日  | 5.02                  |
| 低語者強勢劃分界限過去幾個月，一行人仍未走出痛失十位夥伴的陰影。隨著冬季到來，王國城的基礎設施相繼崩潰，以西結確認該地已不宜居住後，在米瓊恩等人的陪伴下帶領所有居民棄城遷離至山頂寨過冬。一路上風雪交加迫使他們躲入棄置的聖殿暫住一晚，由於食物等資源均有限，米瓊恩說服所有人冒險跨越低語者領地好節省步行時間。眾人跨入低語者領地後沒有看到任何敵人，僅遇到被風雪埋住或是凍成冰雕的行屍，當眾人一個一個走過冰封的河流時，遭受他人異樣眼光對待的莉蒂亞認為一切災難由她導致，幾度落單想自尋短見，最後還懇求卡蘿殺死她來結束彼此的痛苦，但卡蘿最終沒有下手，且不認為莉蒂亞軟弱。在安全社區，躲在穀倉度過暴風雪的蓋博瑞等人，由於煙囪受阻而無法生火取暖，因此排成隊列前去亞倫住家避難。茱蒂絲行進時脫隊跑去找戴瑞的狗，卻被困在風雪裡，尼根奮不顧身跑出去將她救回去。以西結一行人安全抵達山頂寨，卡蘿和以西結就此結束婚姻關係，她隔天跟隨戴瑞和莉蒂亞回去安全社區。米瓊恩回去後開始對尼根改觀，一行人隨後快樂地在雪地中打雪仗。茱蒂絲用尤金的無線電鼓勵住在山頂寨的以西結振作起來；而不久，無線電裡突然傳出一位未知女子的回應。冬季平息後，低語者在阿爾法和貝塔的帶領下開始重組起來。         |             |                               |                   |                                                               |                |                       |

## 發展
2018年1月，《陰屍路》劇集被AMC續訂第九季。續訂的同時，報導稱擔任劇集節目統籌長達五季的史考特·M·金普將不再擔任接下來的統籌，由執行監製之一的安潔拉·姜接任統籌工作，而金普將繼續擔任《陰屍路》、《驚嚇陰屍路》以及其他潛在衍生劇集的首席內容官。
第九季於2018年4月30日開始拍攝工作，首集仍然由劇集歷年導演葛雷格·尼可泰羅執導。而麥可·庫立茲，先前主角之一亞伯拉罕·福特的扮演者，將會執導此季的第七集。
第九季將片頭序列重新設計，這次會以動畫的形式展現出來，並且會以漫畫原著的繪畫風格作為靈感，而安潔拉·姜表示這次設計是將整部劇參入一點西部風格。

### 演出

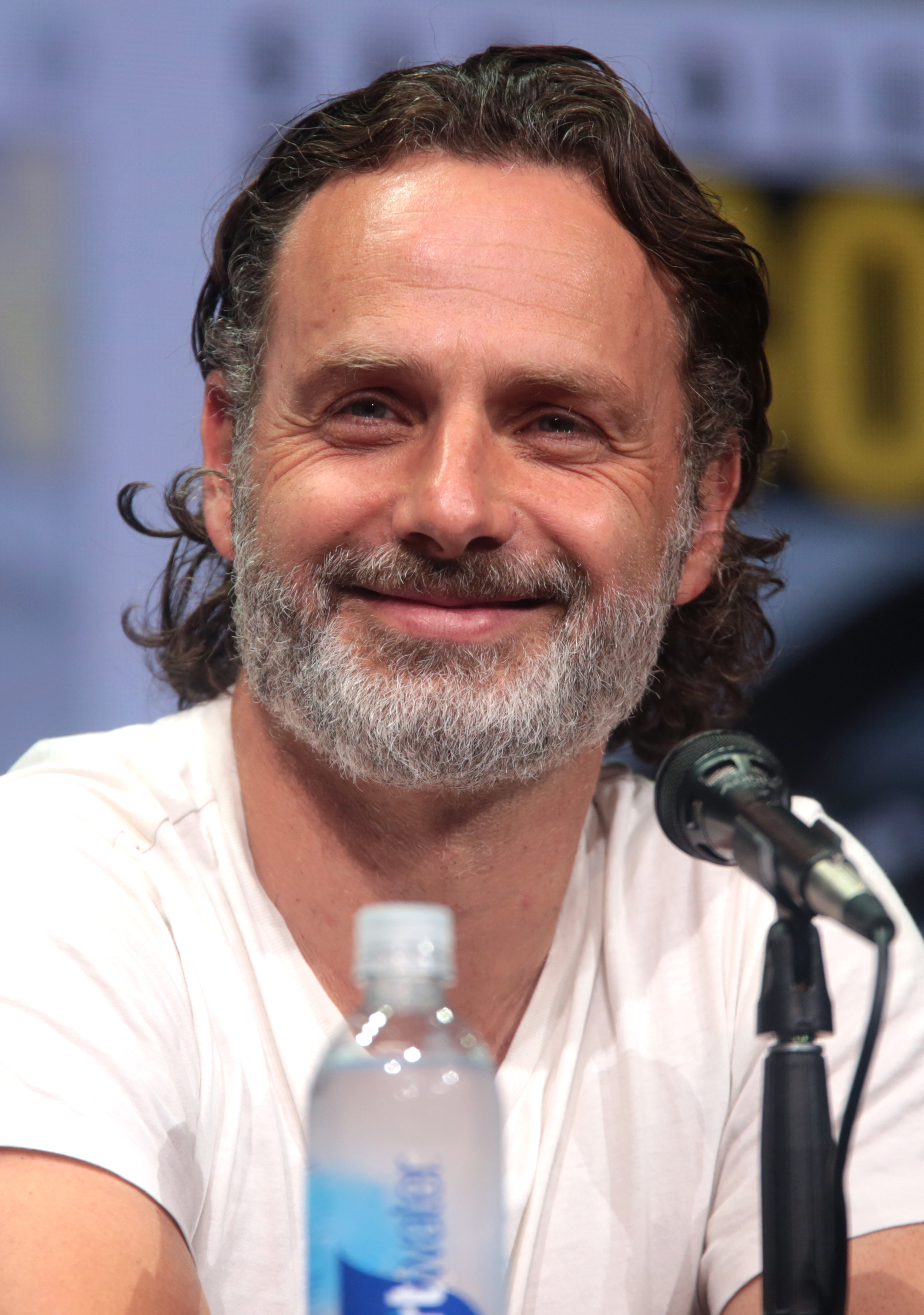
第九季確認是安德魯·林肯在劇中飾演男主角的最後一季

大部分演出陣容都確認回歸第九季，並且都已經續簽未來季數。唯獨除了飾演瑪姬·格林的蘿倫·科漢，其向AMC提出加薪；在此同時，她還已經簽約加盟ABC的新電視劇《威士忌騎士》，使她只能在陰屍路中擔任配角。在2018年4月，科漢確認回歸第九季的拍攝工作，但她只續簽第九季的前六集 。
前三季的主演之一蘭尼·詹姆斯也離開劇集，加盟衍生劇《驚嚇陰屍路》的劇組延續角色故事。2018年5月，消息稱第八季中作為常設的卡倫·麥克奧利菲和艾維·納許兩位演員，將在第九季升為主演。2019年1月，報導稱前兩季飾演德懷特的主演之一奧斯汀·埃米利歐，將會成為繼摩根·瓊斯之後第二位加盟《驚嚇陰屍路》劇組的連動角色，他的角色將會加盟《驚嚇陰屍路》第五季延續故事。
五月下旬時，安德魯·林肯本人確認第九季是他在劇中飾演男主角瑞克·格萊姆斯的最後一季，林肯表示他自願退出劇集的原因是，他打算回去他在英國的家鄉，多花時間照顧他的家人。然而，林肯同時有意想在第九季或未來季度中擔任一次導演工作。隨著他的退出，蘿倫·科漢也宣佈第九季是她的最後一季，科漢一同表示她打算告別劇集以嘗試新的演繹角色。
六月時，報導稱劇集最初主演之一的強·柏恩瑟即將在第九季時回歸飾演夏恩·沃許，而角色已在第二季時死亡，他的角色可能會以歷史回放或是幻覺的方式裡現身。七月時，劇組宣佈身為聾啞人的女演員蘿倫·瑞德洛夫將加盟劇集，在劇中會用美國手語溝通。在2018年7月舉行的聖地亞哥國際漫畫展裡，報導稱著名女演員莎曼珊·莫頓已經加盟第九季飾演反派阿爾法（Alpha），是第九季改編自漫畫中的新敵人「低語者」（The Whisperers）的領袖。其他新加盟劇組的演員布蕾特·巴特勒、約翰·芬恩、瑞斯·考羅、丹·富勒和查克·麥葛溫。
第九季開播的前一天，劇組在紐約漫畫展上宣佈原始主演除了強·柏恩瑟即將回歸以外，還包括飾演莎夏·威廉斯的索妮瓜·馬丁-葛林，以及飾演赫謝爾·格林的史考特·威爾森。然而，史考特·威爾森在消息宣佈的當天因白血病過世，但劇組稱威爾森已經將他的戲份拍攝完成，這也作為他生前最後一部演繹作品。

### 編寫
安潔拉·姜表示這季會發生時間跳躍，參照漫畫原著中《全面戰爭》結束後同樣發生的兩年時間跳躍，由此來給這部劇集呈現一個“新的開始和感覺”，並且中點人物關係將會回到各個主演身上。主演湯姆·佩恩表示第八季結尾和第九季首播之間的時間跳躍會有18個月長，給這些倖存者足夠的時間去修建家園、耕種農務等等工作。姜也表示第九季將會探討“經歷短暫和平的倖存者，突然開始經歷物資缺失等等問題將會如何解決”，也給第九季增加一些西部風格。
第九季第五集結尾時發生的另一個時間跳躍，位於瑞克被直升機救走後突然來到六年後，展示一位成長後的瑞克之女茱蒂絲繼承父親和哥哥的衣缽，營救另一群倖存者。姜稱第九季的後半季會講解這六年期間發生的內幕，揭示各個家園從此進入孤立狀態的起因。而季終集發生另一個時間跳躍，位於低語者劃分界限的幾個月後，劇集同時首次展示風雪交加的寒冬場面。

### 衍生作品
安德魯·林肯在劇中的最後一集播出後，AMC宣佈他們即將於未來推出三部有關該劇的電視電影，內容會延續主角瑞克在戲中最後被直升機載走之後的故事，首部電影將會在2019年開始製作。除了林肯以外，飾演主角之一潔蒂斯／安妮的波利安娜·麥金托什也會加盟電影，她的角色在劇中最後跟瑞克一起乘上直升機離開，同樣作為她在劇中的最後現身。

## 反響

### 評價

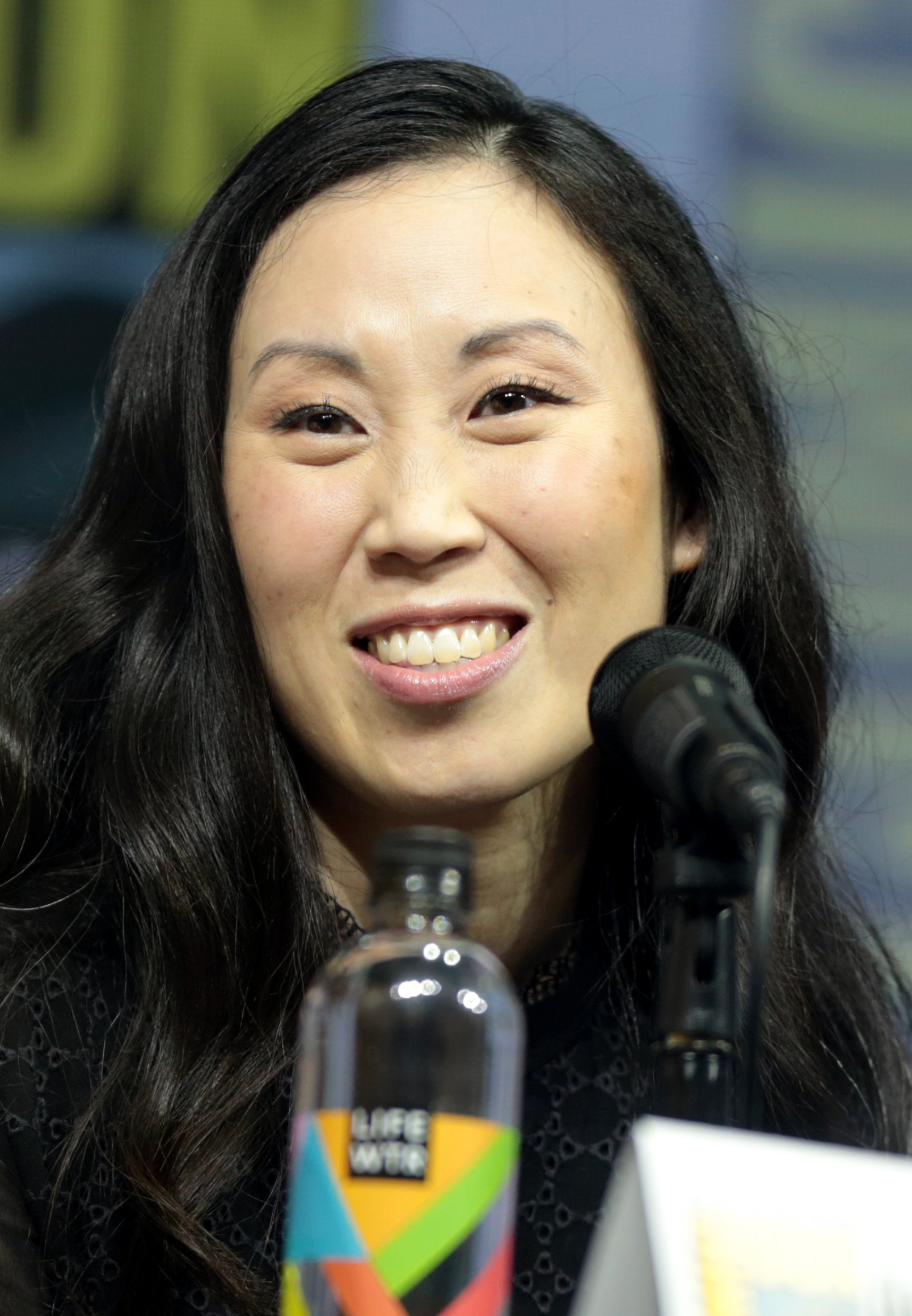
第九季獲得總體好評，主要稱讚新節目統籌安潔拉·姜。

本季在爛番茄網站上收到了總體好評，獲得94%的新鮮度，7.01/10分（12位劇評人）。在Metacritic網站上，本季獲得一般好評，72/100分（4位劇評人）。
| 第九季（2018–19年）：烂番茄追踪到的所有评论家的评论中，正面评论占比 |                                                              |
|                                                                     | 由于已知的技术原因，图表暂时不可用。带来不便，我们深表歉意。 |

### 收視
| 總集數 | 集數 | 標題             | 播出日期       | 收視／份額 （18–49歲） | 收視 （百萬） | DVR （18–49歲） | DVR收視 （百萬） | 加總 （18–49歲） | 總收視 （百萬） |
| ------ | ---- | ---------------- | -------------- | ---------------------- | ------------- | --------------- | ---------------- | ---------------- | --------------- |
| 116    | 1    | 萬象更新（A New Beginning）     | 2018年10月7日  | 2.5                    | 6.08          | 1.5             | 3.26             | 4.0              | 9.36            |
| 117    | 2    | 橋（）           | 2018年10月14日 | 2.0                    | 4.95          | 1.5             | 3.42             | 3.5              | 8.38            |
| 118    | 3    | 警示（Warning Signs）         | 2018年10月21日 | 1.9                    | 5.04          | 1.1             | 2.39             | 3.0              | 7.44            |
| 119    | 4    | 義務（The Obliged）         | 2018年10月28日 | 2.0                    | 5.10          | 1.1             | 2.42             | 3.0              | 7.51            |
| 120    | 5    | 因果循環（What Comes After）     | 2018年11月4日  | 2.1                    | 5.41          | 1.2             | 2.63             | 3.2              | 8.04            |
| 121    | 6    | 你現在是誰？（Who Are You Now?） | 2018年11月11日 | 2.0                    | 5.40          | 1.2             | 2.62             | 3.2              | 8.02            |
| 122    | 7    | 弦樂器（Stradivarius）       | 2018年11月18日 | 1.8                    | 4.79          | 1.1             | 2.44             | 2.9              | 7.24            |
| 123    | 8    | 進化（Evolution）         | 2018年11月25日 | 2.0                    | 5.09          | 1.3             | 2.79             | 3.3              | 7.88            |
| 124    | 9    | 適應（Adaptation）         | 2019年2月10日  | 2.0                    | 5.16          | 0.8             | 1.95             | 2.8              | 7.11            |
| 125    | 10   | 歐米茄（Omega）       | 2019年2月17日  | 1.7                    | 4.54          | 1.2             | 2.81             | 2.9              | 7.36            |
| 126    | 11   | 收穫（Bounty）         | 2019年2月24日  | 1.7                    | 4.39          | 0.9             | 2.24             | 2.6              | 6.63            |
| 127    | 12   | 守護者（Guardians）       | 2019年3月3日   | 1.7                    | 4.71          | 1.2             | 2.89             | 2.9              | 7.61            |
| 128    | 13   | 阻塞點（Chokepoint）       | 2019年3月10日  | 1.8                    | 4.83          | 1.0             | 2.51             | 2.8              | 7.35            |
| 129    | 14   | 傷疤（Scars）         | 2019年3月17日  | 1.7                    | 4.57          | 1.0             | 2.34             | 2.6              | 6.91            |
| 130    | 15   | 暗藏殺機（The Calm Before）     | 2019年3月24日  | 1.5                    | 4.15          | 0.9             | 2.30             | 2.4              | 6.45            |
| 131    | 16   | 雪中送炭（The Storm）     | 2019年3月31日  | 1.9                    | 5.02          | 1.0             | 2.44             | 2.9              | 7.47            |